# Le Protecteur (série télévisée)
Pour les articles homonymes, voir Protecteur.
Le Protecteur (The Guardian) est une série télévisée américaine en 67 épisodes de 42 minutes, créée par David Hollander et diffusée entre le 25 septembre 2001 et le 4 mai 2004 sur le réseau CBS.
En France, la série a été diffusée en 2003 sur TPS Star puis à partir du 1er mars 2004 sur TF1, au Québec à partir du 26 août 2003 à Séries+, en Suisse sur TSR1, et en Belgique sur RTL-TVI, La Deux et La Une.

## Synopsis
Nick Fallin est un jeune avocat d'affaires à Pittsburgh à Pennsylvanie. Arrêté pour détention de drogue, il parvient grâce aux relations de son père Burton, lui-même patron d'un cabinet d'avocats, à éviter une peine de prison mais est condamné à 1 500 heures de travaux d'intérêt général qu'il doit effectuer au service de la protection de l'enfance.

## Distribution

### Acteurs principaux
- Simon Baker (VF : Thierry Ragueneau) : Nicholas « Nick » Fallin
- Dabney Coleman (VF : Michel Ruhl) : Burton Fallin
- Alan Rosenberg (en) (VF : Hervé Jolly) : Alvin Masterson
- Raphael Sbarge (VF : Éric Aubrahn) : Jake Straka
- Charles Malik Whitfield (en) (VF : Jean-François Aupied) : James Mooney (saisons 1 et 2)
- Erica Leerhsen (VF : Vanina Pradier) : Amanda Bowles (saison 1, épisodes 1 à 13)
- Wendy Moniz (VF : Juliette Degenne) : Louisa « Lulu » Archer (dès l'épisode 10)

### Acteurs récurrents
- Denise Dowse (VF : Joëlle Brover) : la juge Rebecca Damsen (32 épisodes)
- Kathleen Chalfant (VF : Nicole Favart) : Laurie Solt (27 épisodes)
- Dorothea Harahan (VF : Delphine Benko) : Gretchen (15 épisodes)
- Courtney Stevens (VF : Stéphanie Lafforgue) : Kate Shaw (14 épisodes)
- Rod Britt : le juge Bernie Lutz (10 épisodes)
- Rusty Schwimmer (en) (VF : Tania Torrens) : Barbara Ludzinski (saisons 1 et 2, 9 épisodes)
- Johnny Sneed (VF : Stefan Godin) : Brian Olson (saisons 1 et 2, 9 épisodes)
- Amanda Michalka (VF : Caroline Combes) : Shannon Gressler (saisons 2 et 3, 14 épisodes)
- Farrah Fawcett (VF : Béatrice Delfe) : Mary Gressler (saison 2, 4 épisodes)
- Angela Featherstone (VF : Laurence Dourlens) : Suzanne Pell (saison 3, 10 épisodes)

### Invités
- Anna Gunn (VF : Caroline Beaune) : Meghan Barstow (saison 1, épisodes 2 et 11)
- Will Ferrell : Larry Flood (saison 2, épisode 23)
- Lolita Davidovich : Victoria Little (saison 3, épisodes 8 et 18)

- Version française
  - Studio de doublage : Dubbing Brothers[1]
  - Direction artistique : Perrette Pradier
  - Adaptation : ?

 Source et légende : version française (VF) sur RS Doublage

## Épisodes

### Première saison (2001-2002)
1. Le Droit des enfants (Pilot)
2. Mensonge et expiation (Reunion)
3. Paternité (Paternity)
4. Blessures intérieures (Lolita?)
5. Des garçons et des hommes (The Men from the Boys)
6. Faux-semblants (Indian Summer)
7. Tutelle à haut risque (Feeding Frenzy)
8. Atout cœur (Heart)
9. Une âme d'enfant (The Funnies)
10. Épreuve de loyauté (Loyalites)
11. Imbroglio juridique (Home)
12. De cause à effet (Causality)
13. Privilège (Privilege)
14. Esprit de famille (Family)
15. Un amour sans limite (In Loco Parentis)
16. Solidarité (Solidarity)
17. Les Frères (The Divide)
18. L'Espoir d'une mère (Mothers of the Disappeared)
19. Pour l'amour de Tess (Lawyers, Guns and Money)
20. Un enfant, un combat (Shelter)
21. La Tour d'ivoire (Chinese Wall)
22. Révélations (The Beginning)

### Deuxième saison (2002-2003)
1. Garde à vue (Testimony)
2. Un vrai monstre (Monster)
3. Paix à leur âme (The Dead)
4. Le Justicier (The Next Life)
5. Du plomb dans l'aile (Assuming the Position)
6. Règlement de comptes (The Living)
7. Cauchemar d'un innocent (The Innocent)
8. Attention au chien (The Neighborhood)
9. Code d'honneur (The Dark)
10. Sacrifice (Sacrifice)
11. Pour la bonne cause (No Good Deed)
12. Harcèlement (You Belong to Me)
13. Nouveaux horizons (Ambition)
14. Un cœur brisé (Understand Your Man)
15. Haute surveillance (Where You Are)
16. Les Bonnes Décisions (The Weight)
17. Destins croisés (The Intersection)
18. Les Remords du héros (My Aim Is True)
19. Retour sur le ring (Back in the Ring)
20. Parent d’accueil (What It Means to You)
21. La Maladie en héritage (Burton & Ernie)
22. Cette nuit-là (Sensitive Jackals)
23. La Vengeance d'un père (All the Rage)

### Troisième saison (2003-2004)
Elle a été diffusée à partir du 23 septembre 2003.
1. Adieu James (Carnival)
2. Émanations toxiques (Big Coal)
3. À bout de nerfs (The Line)
4. Loin des yeux (The Father-Daughter Dance)
5. L'Ami intime (Shame)
6. Union et désunion (Let's Spend the Night Together)
7. Adoptions (Hazel Park)
8. Espoir (Believe)
9. Choisir sa famille (Let God Sort 'Em Out)
10. Les Faiblesses du cœur (Swimming)
11. Père et fils (Legacy)
12. Hallucinations (Beautiful Blue Mystic)
13. Amende honorable (Amends)
14. Une décision difficile (All Is Mended)
15. La Peur du scandale (Without Consent)
16. D'erreur en erreur (Sparkle aka Glow)
17. Vertiges (The Watchers)
18. Un week-end particulier (The Bachelor Party)
19. Le Poids du silence (Remember)
20. Influences et pouvoir (The Vote)
21. Au bout du tunnel (Blood In, Blood Out)
22. Le Choix d'une vie (Antarctica)